# צ

筆記体

צ（ツァディ、ヘブライ語: צד״י, צָדִי ṣade）はヘブライ文字の18番目に位置する文字。ヘブライ数字の数価は90。
文字名はツァディク（צדיק、「正しい者」を意味する）とも呼ばれる。

## 音声
本来はセム語に特徴的な強勢音ṣを表しており、ヘブライ語のティベリア式発音ではアラビア語「ص」（サード）と同様に咽頭化または軟口蓋化された無声歯茎摩擦音(/ᵴ/)であった。
現代ヘブライ語では無声歯茎破擦音/ts/と発音される。
現代ヘブライ語で主に外来語に使用する無声後部歯茎破擦音/tʃ/は「צ׳」と表記される。

## 起源
この文字の起源は明らかでない。ウィリアム・オルブライトは植物を描いた文字かとする。最古の字形は花を描いた絵文字だったとも考えられる。

## 語末形
単語の終わりでは「ץ」を用いる。これをツァディソフィート（צד״י סופית）という。

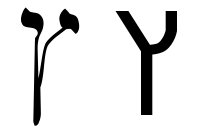
ツァディソフィート
語末形の筆記体